# لوكا ريتشي (لاعب كرة قدم)
لوكا ريتشي هو رياضي ولاعب كرة قدم كندي، ولد في 23 فبراير 1998 في لاسال في كندا. لعب مع فينيكس راسينغ.